# Сянчэн (Сянъян)
Сянчэ́н (кит. упр. 襄城, пиньинь Xiāngchéng) — район городского подчинения городского округа Сянъян провинции Хубэй (КНР).

## История
Во времена империи Хань в 201 году до н. э. в этих местах был образован новый уезд, который из-за того, что его власти разместились на «янском» берегу реки Сяншуй, получил название Сянъян (襄阳县). Во времена императора Сянь-ди в Сянъян переместил свою резиденцию Лю Бяо, который был цыши (губернатором) провинции Цзинчжоу. В 208 году эти места захватил Цао Цао.
Во времена империи Цзинь, когда северокитайские земли оказались под властью кочевников, и на юг хлынули потоки беженцев, для администрирования поселившихся в этих местах переселенцев из Цзинчжоу была выделена область Юнчжоу (雍州), власти которой также разместились в Сянъяне. В эпоху Южных и Северных династий область Юнчжоу была переименована в Сянчжоу (襄州).
Во времена империи Сун после того, как северная часть страны была захвачена сначала киданями, а затем вошла в состав чжурчжэньской империи Цзинь, Сянъян стал одним из передовых форпостов империи. В XIII веке он долго сдерживал продвижение монголов на юг.
После монгольского завоевания и образования империи Юань в 1274 году была образована административная единица «Сянъянский регион» (襄阳路). После свержения власти монголов и провозглашения империи Мин Сянъянский регион был в 1376 году переименован в Сянъянскую управу (襄阳府). После Синьхайской революции в Китае была проведена реформа структуры административного деления, в результате которой управы были упразднены.
В 1949 году был образован Специальный район Сянъян, и уезд Сянъян вошёл в его состав. В 1951 году посёлки Фаньчэн и Сянъян уезда Сянъян были объединены в город Сянфань (襄樊市), подчинённый напрямую властям провинции Хубэй. В 1958 году город Сянфань был понижен в статусе и перешёл в подчинение властям специального района. В 1970 год Специальный район Сянъян был переименован в Округ Сянъян (襄阳地区).
В 1979 году город Сянфань был вновь поднят в статусе и опять стал городом провинциального подчинения.
В 1983 году решением Госсовета КНР город Сянфань и округ Сянъян были объединены в городской округ Сянфань. Бывший город Сянфань был разделён на четыре района, одним из которых стал район Сянчэн. В 1995 году эти четыре района были упразднены, а вместо них было образовано два района, один из которых вновь стал носить название «Сянчэн».
В 2010 году решением Госсовета КНР городской округ Сянфань был переименован в Сянъян.

## Административное деление
Район делится на 6 уличных комитетов, 2 посёлка и 1 волость.